# 두알키
두알키(Dualchi, 사르데냐어: Duarche)는 이탈리아 사르데냐 주 누오로도에 있는 코무네이다. 칼리아리 북쪽으로 약 110 킬로미터 (68 mi), 누오로 서쪽으로 약 40 킬로미터 (25 mi) 떨어져 있다.

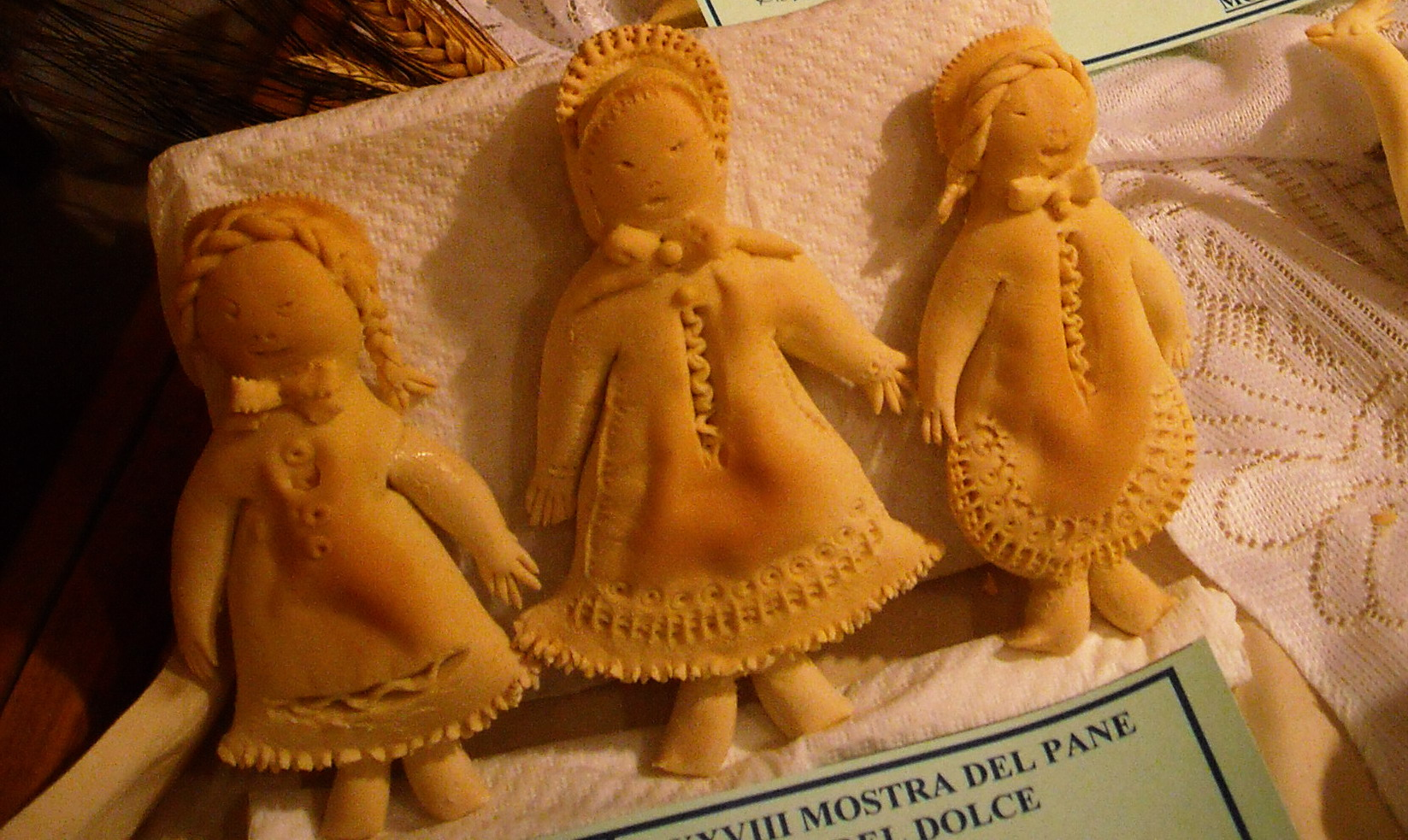
두알키의 전통 빵 인형.

두알키는 다음 지방 자치체와 접해 있다: 아이도마조레, 비로리, 보로레, 보르티갈리, 노라구구메, 세딜로, 실라누스.

## 역사
누라게 시대에 이미 사람이 살았던 지역으로, 영토 내에 일부 누라게의 존재로 알 수 있듯이, 두알키는 중세에 토리 주디카티에 속했고 마르기네의 쿠라토리아의 일부였다. 이 마을은 해당 쿠라토리아가 아르보레아 주디카티의 바리가두 파르테 쿠라토리아에 흡수되었을 때 아르보레아 판관의 영향 아래 놓였다. 아르보레아 주디카티가 멸망한 후(1429년), 두알키는 오리스타노의 아라곤 후작령의 일부가 되었다. 1478년에 오리스타노의 후작 레오나르도 알라곤과 아라곤 총독 사이에 벌어진 전쟁 중에 두알키 주민들은 후작에게 충성을 맹세하고 아라곤군에 대항하여 싸웠으나 패배했다. 그 후 마을은 아라곤의 통치를 받게 되었고 그 봉토가 되었다. 18세기에는 피멘텔 소유의 마르기네 후작령에 편입되었다. 피멘텔로부터 텔레스-지론으로 넘어갔고, 1839년 봉건 제도가 폐지되면서 다시 회수되었다.